# ヴェルチェーイア
ヴェルチェーイア（伊: Verceia）は、イタリア共和国ロンバルディア州ソンドリオ県にある、人口約1,100人の基礎自治体（コムーネ）。

## 地理

### 位置・広がり
ソンドリオ県西部、メッツォーラ湖畔のコムーネ。コモ湖北東端のソーリコから東北東へ6km、モルベーニョから北西へ11km、キアヴェンナから南南東へ14km、県都ソンドリオから西へ33km、州都ミラノから北北東へ84kmの距離にある。

#### 隣接コムーネ
隣接するコムーネは以下の通り。括弧内のCOはコモ県所属を示す。
- ドゥビーノ
- ノヴァーテ・メッツォーラ
- ソーリコ (CO)

### 地震分類
イタリアの地震リスク階級 (it) では、3 に分類される
。

## 行政

### 山岳部共同体
広域行政組織である山岳部共同体「ヴァルキアヴェンナ山岳部共同体」 (it:Comunità montana della Valchiavenna) （事務所所在地: キアヴェンナ）を構成するコムーネの一つである。

## 自然・環境
ピアン・ディ・スパーニャおよびメッツォーラ湖にかけては自然保護区 (it:Riserva naturale Pian di Spagna e Lago di Mezzola) になっており、ラムサール条約の定める「国際的に重要な湿地」に登録されている。ソーリコおよびイタリアのラムサール条約登録地一覧も参照。